# 一過性全健忘
一過性全健忘（いっかせいぜんけんぼう、英: Transient global amnesia TGA ）は、突然発症する新しい記憶の形成ができなくなる疾患である。また、直近の過去の記憶を思い出せない場合もある。一般的に、他に神経学的問題を示す兆候は見られず、症状は24時間以内に治まる。
原因は不明である。危険因子には、片頭痛の既往歴や家族歴などがあげられる。誘因となるものには、精神的ストレスや身体的ストレスなどがあげられる。診断は、脳卒中、てんかん、脳炎、片頭痛、脳震盪など他の原因を除外した後、症状に基づいておこなわれる。
治療は通常、新しい記憶を形成する能力が回復するまで繰り返し検査をおこない、観察する。一般的には記憶喪失期間の記憶はない。予後は良好であるが、最大5％の人が1年以内に再発する可能性がある。
一過性全健忘症は年間10万人あたり約7人が罹患している。最も一般的には50歳以上の人に発症する。男女ともに同等の頻度で罹患する。この症状は1950年代に初めて明確に説明された。